# Épinal
Épinal je město na východě Francie, prefektura departementu Vosges, v regionu Grand Est. Leží na řece Moselle, 60 km jihovýchodně od města Nancy. V roce 2011 mělo 32 734, v roce 1925 30 042 obyvatel. Průmysl železářský a textilní je dnes už v útlumu. Důležitá silniční křižovatka.

## Geografie
Město leží na obou březích horního toku řeky Mosely, na severozápadním úpatí Vogéz. Sousední obce: Arches, Archettes, Aydoilles, La Baffe, Deyvillers, Dinozé, Dogneville, Dounoux, Golbey, Chantraine, Jeuxey, Renauvoida Uriménil.

## Historie
Místo bylo osídleno už v raném středověku, v 10. století zde biskup Thierry z Metz založil klášter a město. V 17. století o město válčili francouzští králové s lotrinskými vévody, 1670 bylo připojeno k Francii a muselo zbořit své hradby. Od 18. století se zde tiskly obrázky pro děti, později i kreslené seriály. Po německém obsazení Elsaska 1870 sem odešlo mnoho francouzských podnikatelů a město se stalo střediskem hlavně textilního průmyslu. Město a okolí se stalo pohraniční pevností. Za druhé světové války bylo město v bojích silně poškozeno.

## Pamětihodnosti

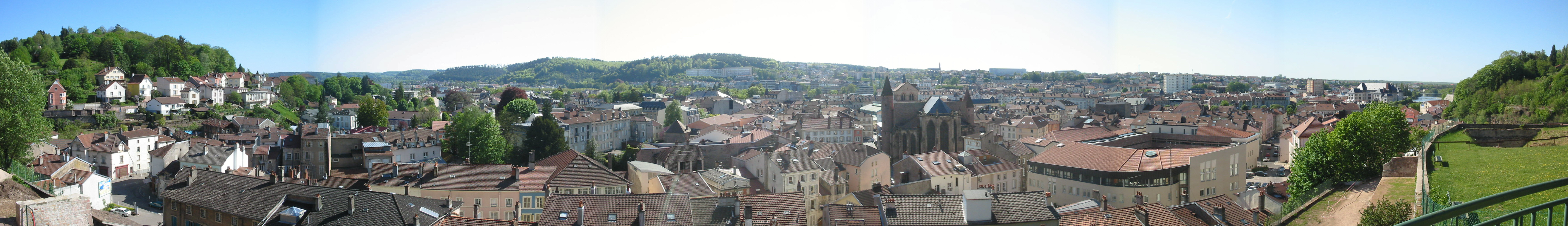
Panorama města

- Basilika sv. Mauritia z 11. století s mohutnou věží v průčelí. Gotická klenba v hlavní lodi je ze 13., chór ze 14. století.
- Zříceniny středověkého hradu v parku východně nad městem (zbořen 1670)
- Muzeum dětských obrázků a kreslených seriálů, které se z Épinalu vyvážely do celého světa, má přes 20 tisíc exponátů.

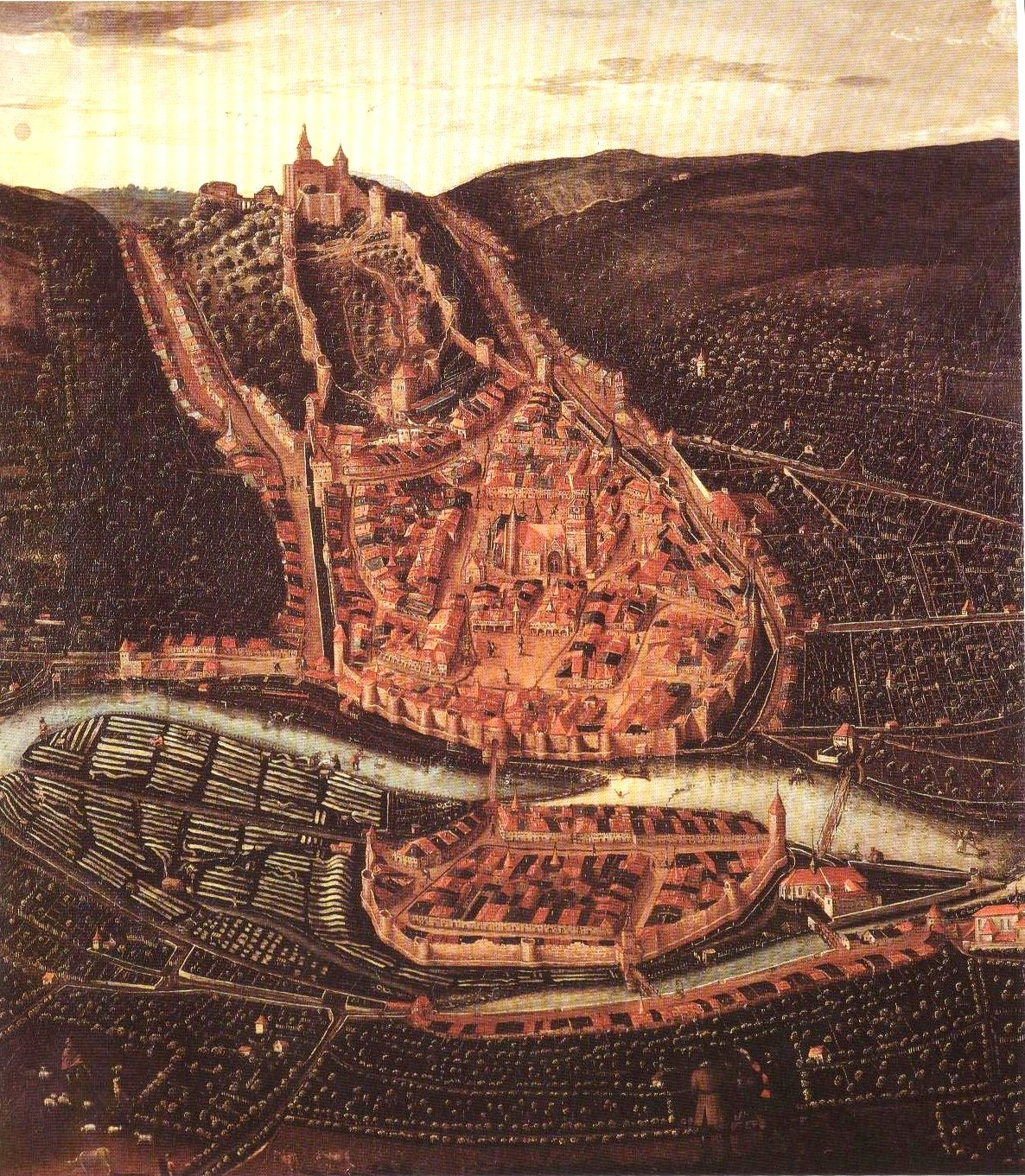
N. Bellot: Épinal v roce 1626
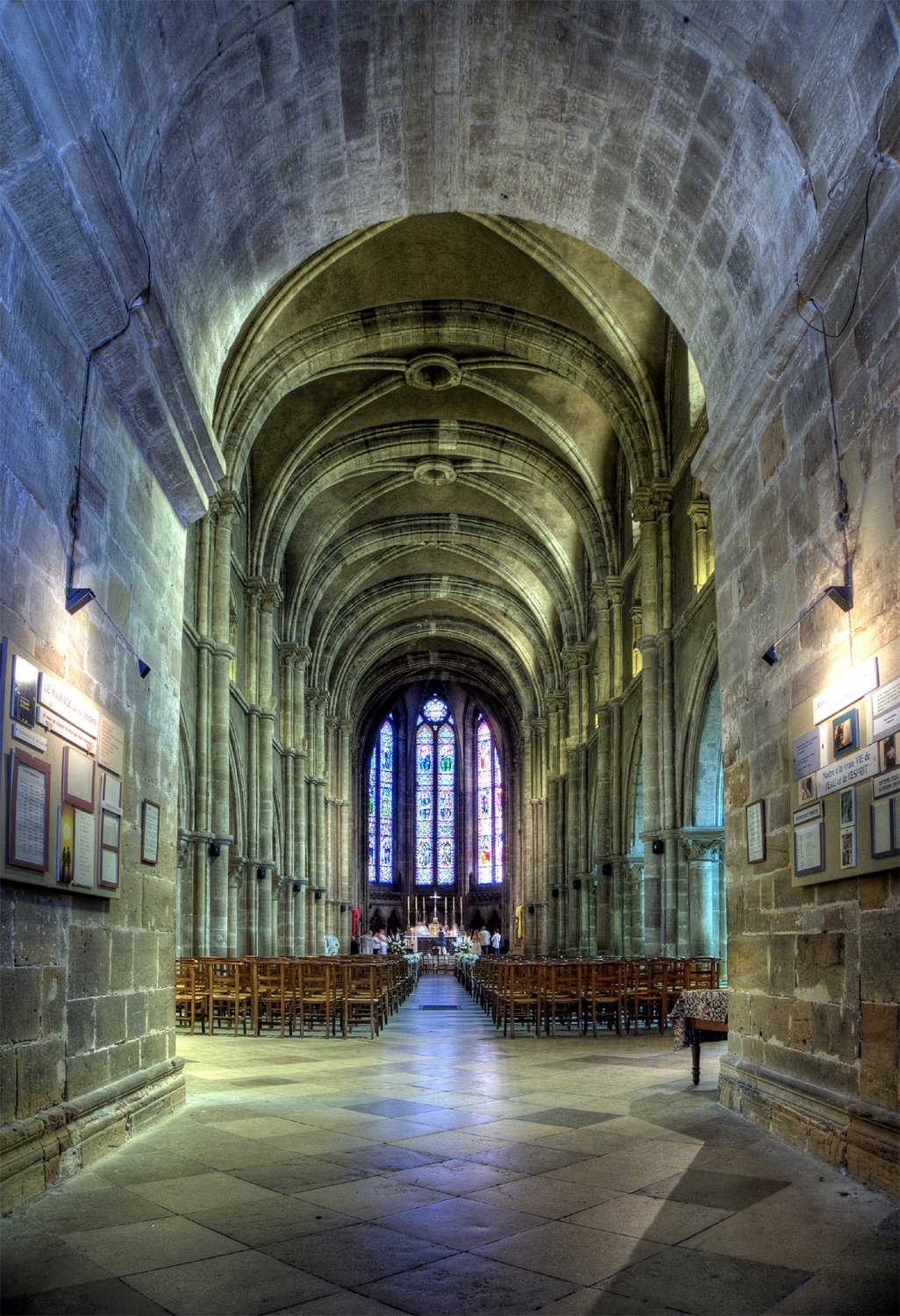
Basilika sv. Mauritia, interiér
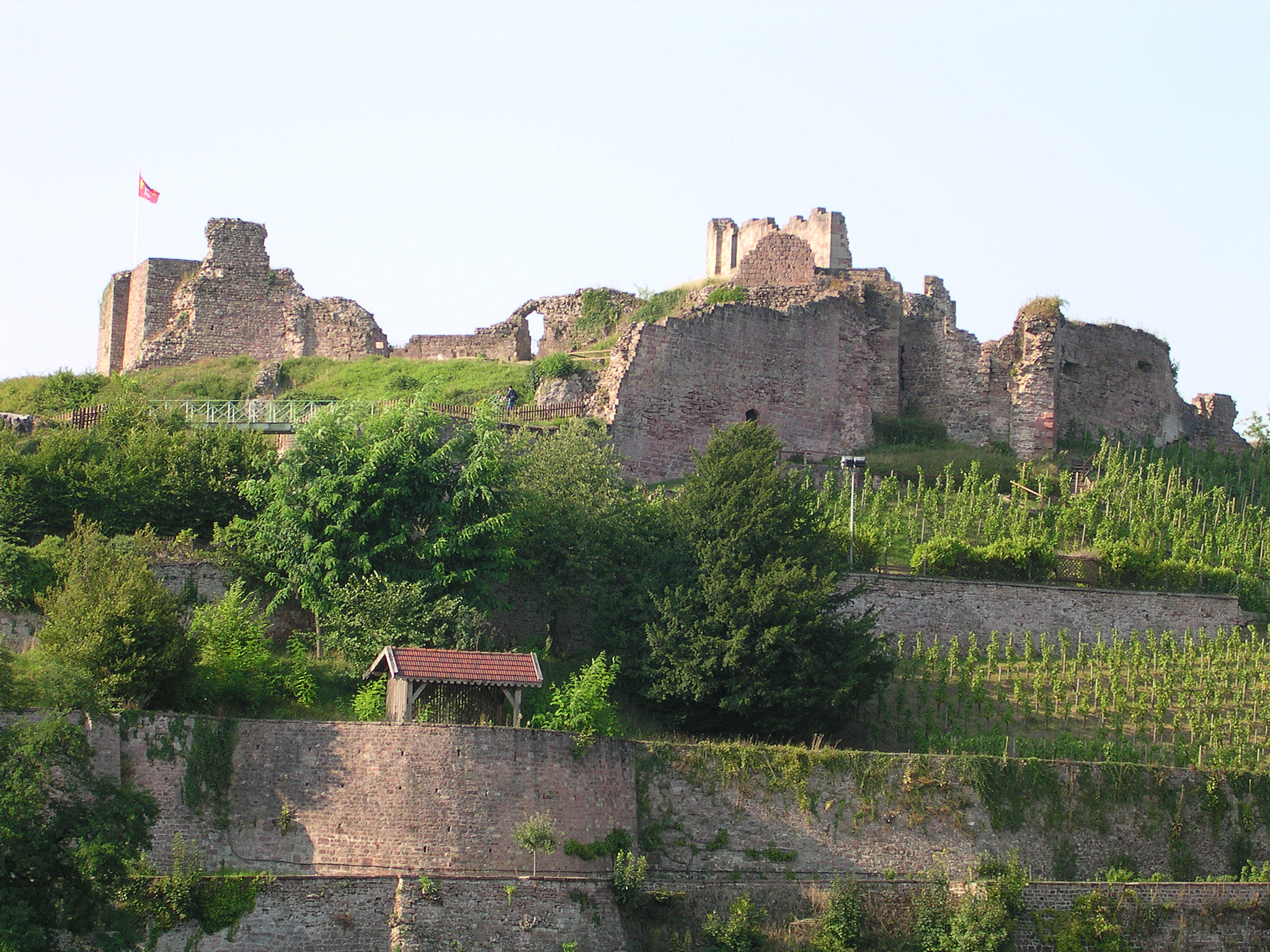
Zříceniny hradu
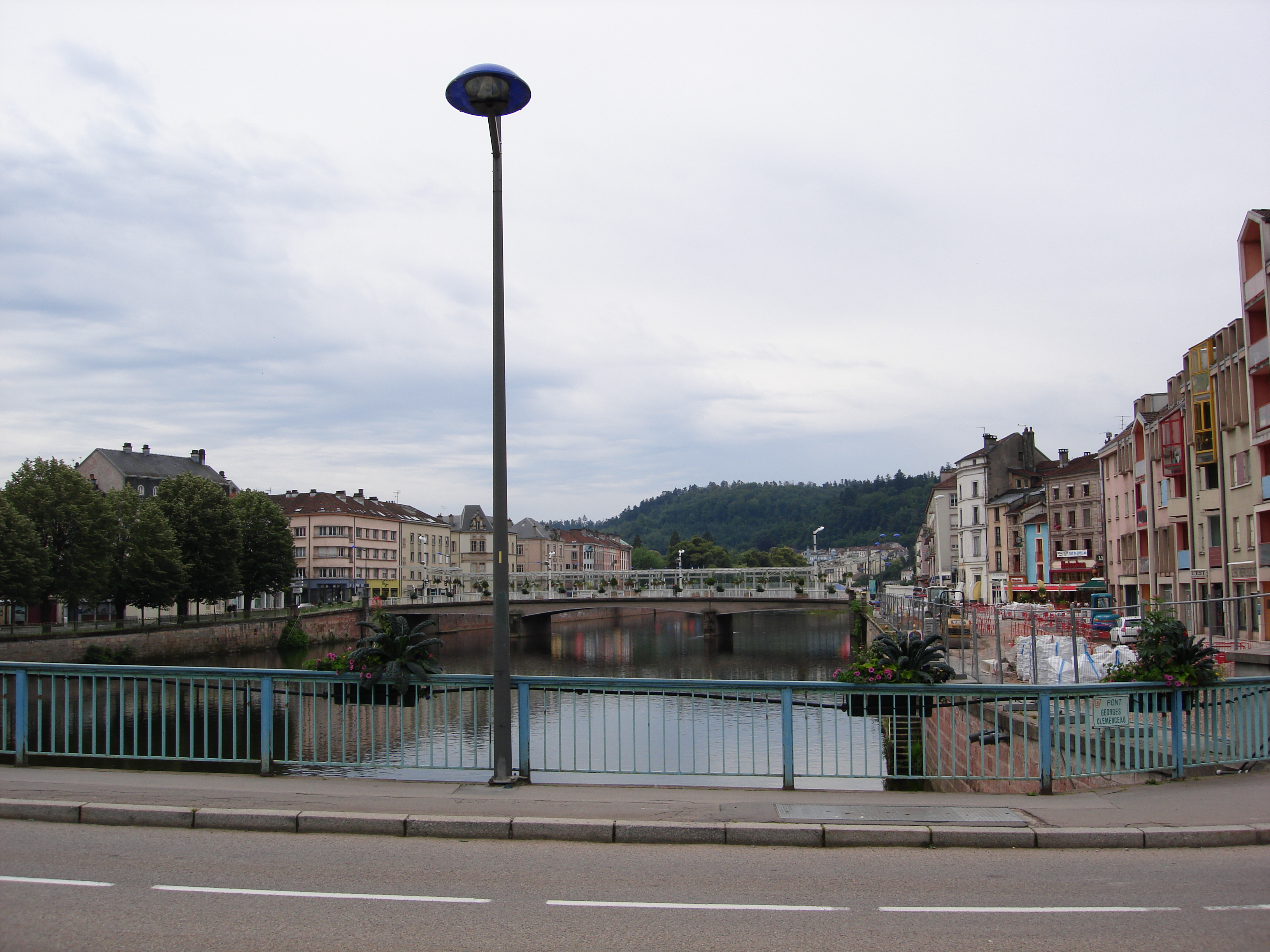
Centrum města

## Doprava
Épinal leží na významné železniční trati a od roku 2007 má spojení TGV s Paříží za 2 hodiny 20 minut. Pokračování do Německa a Švýcarska je ve výstavbě.
Silniční spojení tvoří silnice RN 57 (E 23) z Nancy do Švýcarska a silnice RD 166. Městskou dopravu obstarávají autobusy, v letech 1904-1925 jezdila v Épinalu tramvaj.
Z města vede plavební kanál, který navazuje na Canal de l'Est, spojující řeky Marna a Rýn v délce 439 km. Dnes slouží hlavně rekreačním účelům a v Épinalu je přístav pro jachty.

## Vývoj počtu obyvatel
Počet obyvatel 

## Sport
Ve městě sídlí hokejový klub Image Club d'Épinal, který hraje nejvyšší francouzskou hokejovou soutěž Ligue Magnus.

## Slavní rodáci
- Gaston Floquet (1847 – 1920), matematik
- Émile Durkheim (1858 – 1917), sociolog
- Marcel Mauss (1872 – 1950), sociolog a antropolog
- Marc Boegner (1881-1950)- protestantský teolog
- Henry Daniel-Rops (1901-1965) - spisovatel a historik

## Partnerská města
- Bitola, Severní Makedonie
- Gembloux, Belgie
- Chieri, Itálie
- La Crosse, Wisconsin, Spojené státy americké
- Loughborough, Spojené království
- Nový Jičín, Česko
- Schwäbisch Hall, Německo